# الدخوس (المحفد)

تعديل مصدري - تعديل

الدخوس هي إحدى قرى عزلة المحفد بمديرية المحفد التابعة لمحافظة أبين، بلغ تعداد سكانها 65 نسمة حسب تعداد اليمن لعام 2004.